# Tonnoiromyia tasmaniensis
Tonnoiromyia tasmaniensis là một loài ruồi trong họ Limoniidae. Chúng phân bố ở miền Australasia.